# Hieracium bifidum
Hieracium bifidum es una especie de planta con flor del género Hieracium, de la familia Asteraceae, orden Asterales.

## Taxonomía
Fue descrita científicamente por Kit.

## Infraespecies
- H. b. amoenobium
- H. b. auroluteum
- H. b. basicuneatum
- H. b. bifidipraecox
- H. b. bifidum
- H. b. biharicum
- H. b. bolognense
- H. b. brizii
- H. b. caesiiflorum
- H. b. caesioprasinum
- H. b. caesiotropum
- H. b. canitiosum
- H. b. cardiophyton
- H. b. condylisquamum
- H. b. coriifolium
- H. b. dolomiticum
- H. b. domugledense
- H. b. eriopodoides
- H. b. erucoides
- H. b. eurysphaericum
- H. b. fenarolii
- H. b. furculaceum
- H. b. gardetanum
- H. b. gelertii
- H. b. glaucochlorophyes
- H. b. goniophorum
- H. b. hemilonchodes
- H. b. hollei
- H. b. kittaniae
- H. b. laceridens
- H. b. laciniare
- H. b. lepidum
- H. b. leucocladum
- H. b. lonchopodum
- H. b. longilaminatum
- H. b. maculosiforme
- H. b. megalocalathium
- H. b. megalotomum
- H. b. mollinense
- H. b. monobrachion
- H. b. neothuringiacum
- H. b. nicaeense
- H. b. nummulariifolium
- H. b. occiduum
- H. b. oreites
- H. b. oreitiforme
- H. b. pallescentisimile
- H. b. peltifolium
- H. b. perlacerum
- H. b. perlepidiforme
- H. b. pluridentatum
- H. b. polylobophorum
- H. b. polylodontium
- H. b. pourriacense
- H. b. prasinescens
- H. b. pseudobasicuneatum
- H. b. pseudodollineri
- H. b. pseudopraecox
- H. b. pseudopsammogenes
- H. b. pseudosaxigenum
- H. b. pseudosemisilvaticum
- H. b. rimosum
- H. b. sagittibasis
- H. b. saxigenum
- H. b. scandinaviorum
- H. b. schwerinense
- H. b. scutatum
- H. b. semipraecox
- H. b. semitenuiflorum
- H. b. seniliforme
- H. b. serpentinicolor
- H. b. sinuosifrondiforme
- H. b. sinuosifrons
- H. b. sivyense
- H. b. sokolense
- H. b. spiloprasinum
- H. b. stenolepidimorphum
- H. b. stenolepidotropum
- H. b. stenolepis
- H. b. stolanum
- H. b. subcaesiifloriforme
- H. b. subcanescentiforme
- H. b. subhastatum
- H. b. subimbricatum
- H. b. submaculosum
- H. b. submolliceps
- H. b. subpapyraceum
- H. b. subpendulum
- H. b. subsagittatum
- H. b. subtenuiflorum
- H. b. sychnopolium
- H. b. taraxacifolium
- H. b. thuringiacum
- H. b. toutonii
- H. b. triesenense
- H. b. uriense
- H. b. vaccarii
- H. b. valdefloccosum
- H. b. vensicum
- H. b. wallrothianum